# Stazione di Musashi-Sakai
La Stazione di Musashi-Sakai (武蔵境駅?, Musashi-Sakai-eki) è una stazione ferroviaria di Musashino, città conurbata con Tokyo che serve la linea Chūō Rapida della JR East e la linea Tamagawa delle Ferrovie Seibu.

## Linee

### Treni
- East Japan Railway Company
  - ■ Linea Rapida Chūō
- Ferrovie Seibu
  - ● Linea Seibu Tamagawa